# Laurens Meintjes
Laurens Smitz Meintjes (9 de junio de 1868-30 de marzo de 1941) fue un deportista sudafricano que compitió en ciclismo en la modalidad de pista. Ganó una medalla de oro en el Campeonato Mundial de Ciclismo en Pista de 1893, en la prueba de medio fondo.

## Medallero internacional
| Campeonato Mundial | Campeonato Mundial       | Campeonato Mundial | Campeonato Mundial |
| Año                | Lugar                    | Medalla            | Competición        |
| ------------------ | ------------------------ | ------------------ | ------------------ |
| 1893               | Chicago (Estados Unidos) | Medalla de oro     | Medio fondo (A)    |